# Saint-Sorlin-de-Conac
Saint-Sorlin-de-Conac is een gemeente in het Franse departement Charente-Maritime (regio Nouvelle-Aquitaine) en telt 201 inwoners (1999). De plaats maakt deel uit van het arrondissement Jonzac.

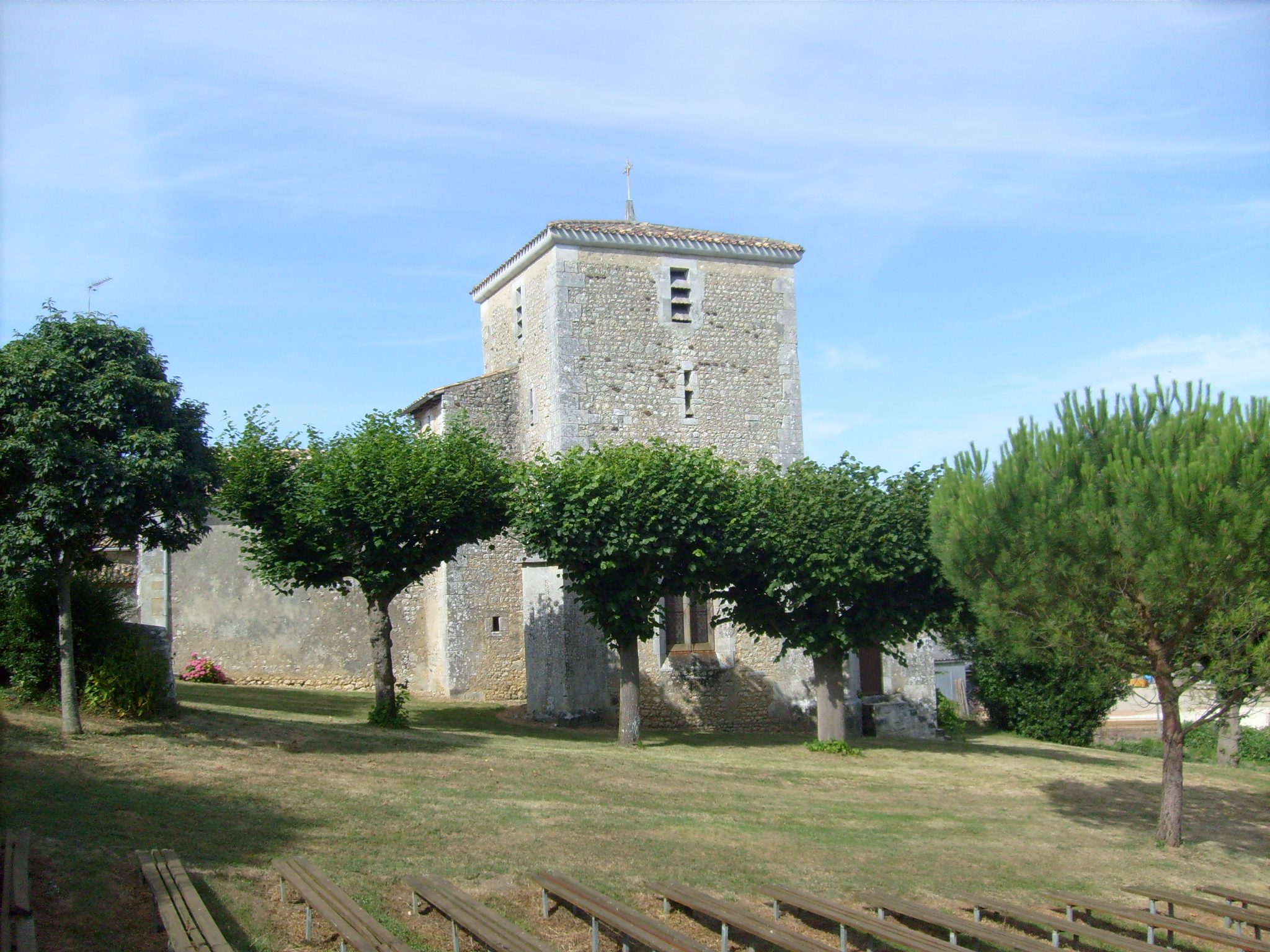
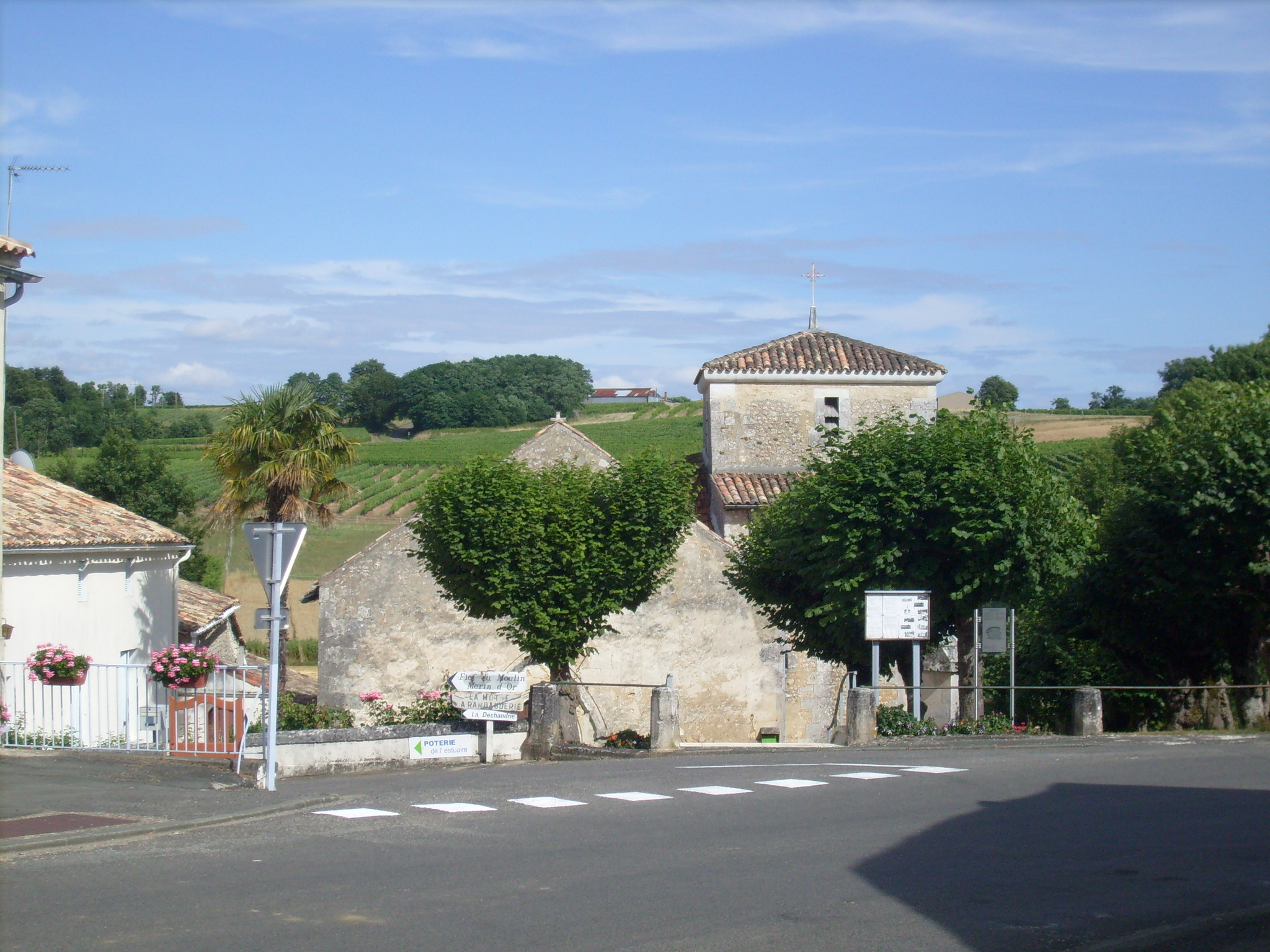

## Geografie
De oppervlakte van Saint-Sorlin-de-Conac bedraagt 15,1 km², de bevolkingsdichtheid is 13,3 inwoners per km².
De onderstaande kaart toont de ligging van Saint-Sorlin-de-Conac met de belangrijkste infrastructuur en aangrenzende gemeenten.

## Demografie
Onderstaande figuur toont het verloop van het inwonertal (bron: INSEE-tellingen).